# Grand-Camp (Eure)
Grand-Camp é uma comuna francesa na região administrativa da Normandia, no departamento de Eure. Estende-se por uma área de 14,26 km². Em 2010 a comuna tinha 500 habitantes (densidade: 35,1 hab./km²).